# Ménigoute

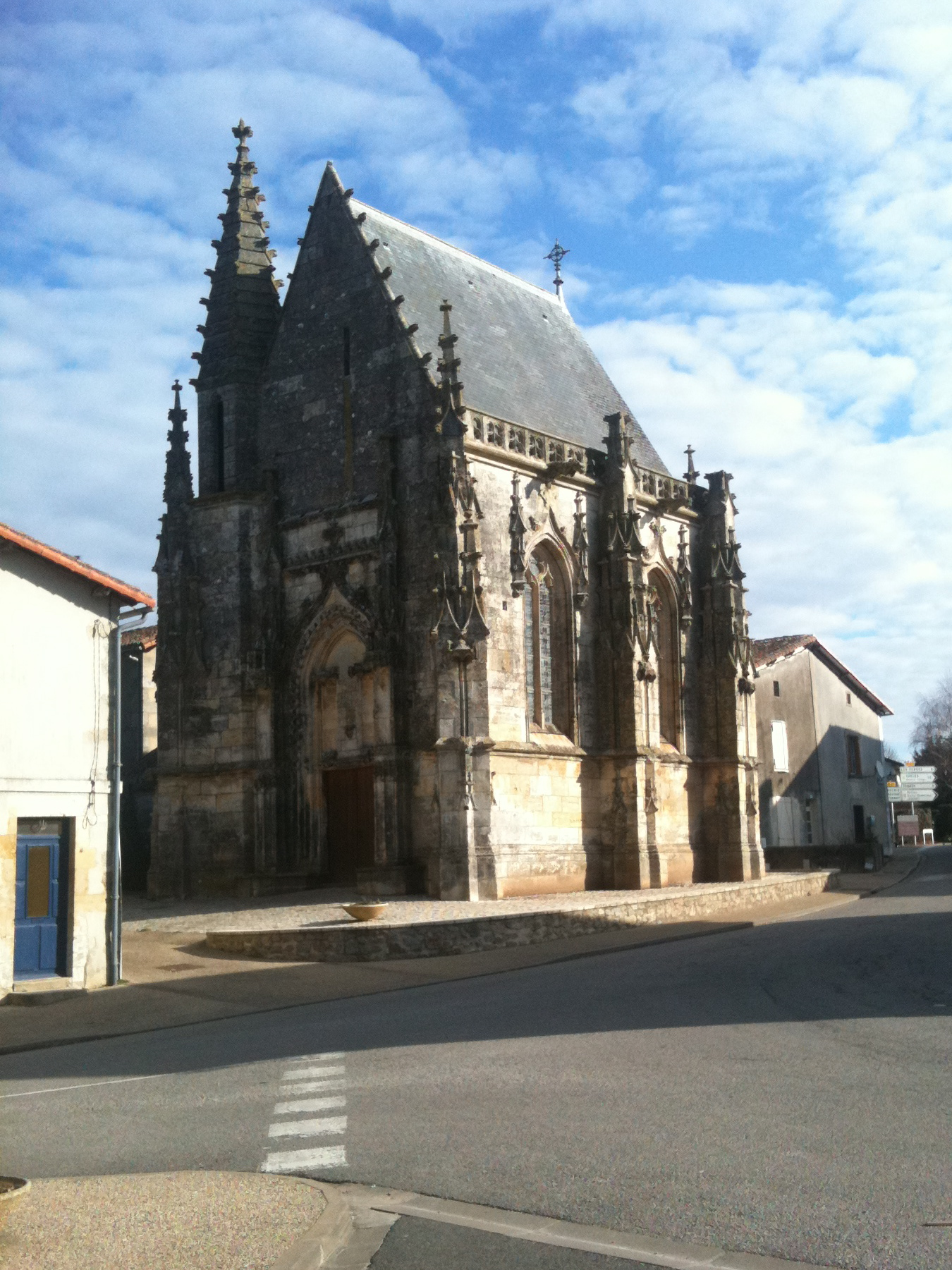
Kapel

Ménigoute is een gemeente in het Franse departement Deux-Sèvres (regio Nouvelle-Aquitaine) en telt 864 inwoners (1999). De plaats maakt deel uit van het arrondissement Parthenay.

## Geografie
De oppervlakte van Ménigoute bedraagt 19,0 km², de bevolkingsdichtheid is 45,5 inwoners per km².
De onderstaande kaart toont de ligging van Ménigoute met de belangrijkste infrastructuur en aangrenzende gemeenten.

## Demografie
Onderstaande figuur toont het verloop van het inwonertal (bron: INSEE-tellingen).